# Сьюдад-Истепек
Сьюдад-Истепек (исп. Ciudad Ixtepec) — город и административный центр одноимённого муниципалитета в мексиканском штате Оахака. Численность населения, по данным переписи 2010 года, составила 25381 человек.

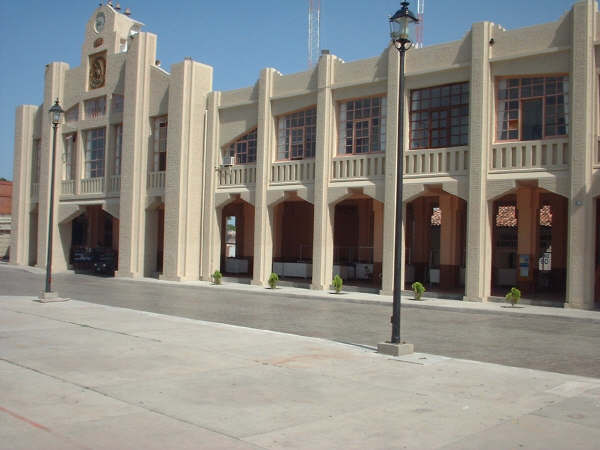
Мэрия